# Lawrence (zespół muzyczny)
Lawrence to amerykańska grupa pop-soulowa założona przez nowojorski duet rodzeństwa Clyde'a i Gracie Lawrence, którzy śpiewają, występują i piszą razem piosenki od wczesnego dzieciństwa. Dziś Lawrence to ośmioosobowy zespół, który wydał trzy albumy studyjne oraz kilka albumów koncertowych i akustycznych.
Przebój „Don't Lose Sight” pojawił się w międzynarodowej reklamie firmy Microsoft, co dało mu miejsce w pierwszej dwudziestce amerykańskiej listy Shazam Pop Charts i pierwszej czterdziestce na amerykańskiej liście przebojów Pop Radio (co czyni go najwyżej notowanym w pełni niezależnym singlem 2022 r.), a także umożliwiając zespołowi występy w programach telewizyjnych The Late Show with Stephen Colbert i Jimmy Kimmel Live.
Zespół wystąpił jako support Jonas Brothers podczas ich trasy koncertowej po Ameryce Północnej w 2023 roku. Występowali także jako support Jona Belliona, Lake Street Dive, Vulfpeck i Jacoba Colliera oraz brali udział w różnych festiwalach muzycznych, w tym Coachella, Bonnaroo i Outside Lands.

## Skład zespołu
- Gracie Lawrence – wokal prowadzący, tamburyn
- Clyde Lawrence – wokal prowadzący, instrumenty klawiszowe
- Sam Askin – perkusja
- Sumner Becker – saksofon altowy
- Jordan Cohen – saksofon tenorowy, saksofon barytonowy, wokal wspierający
- Michael Karsh – bas, wokal wspierający
- Jonny Koh – gitara, wokal wspierający
- Marc Langer – trąbka, rap

## Dyskografia

### Albumy studyjne
- Breakfast (2016)
- Living Room (2018)
- Hotel TV (2021)
- Family Business (2024)

### Albumy koncertowe
- Breakfast: Unscrambled (Acosutic Sessions) (2018)
- The Live Album (Part 1) (2020)
- The Live Album (Part 2) (2021)

### EP-ki
- Homesick (2013) (jako The Clyde Lawrence Band)

### Single
- "Do You Wanna Do Nothing With Me?" (2017)
- "Misty Morning" (2017)
- "Probably Up" (2018)
- "Make A Move" (2018)
- "Casualty" (2019)
- "Casualty" (Acoustic) (2019)
- "It's Not All About You" (2019)
- "The Weather" (2020)
- “The Weather” (Acoustic & Gospel Reprise) (2020)
- "Quarantined With You" (2020)
- "Freckles (Live in LA)" (2020)
- "Freckles" (2020)
- "Don't Lose Sight" (2021)
- "False Alarms" (with Jon Bellion) (2021)
- "I’m Confident That I’m Insecure" (2023)
- "I’m Confident That I’m Insecure" (Acoustic-ish) (2023)
- "23" (2023)
- “23” (Acoustic-ish) (2023)
- "Guy I Used To Be" (2024)
- "Family Business" (2024)